# Forte Pozzacchio
Il forte Pozzacchio (precedentemente denominato in lingua tedesca Werk Valmorbia, quindi ri-tradotto in italiano in forte Valmorbia) è una fortezza militare austro-ungarica, sita alle pendici del monte Pasubio, nel comune di Trambileno. Il forte appartiene allo "Sbarramento Adige-Vallarsa" del "Subrayon III" del grande sistema di fortificazioni austriache al confine italiano. Fu in attività durante la prima guerra mondiale.

## Collocazione geografica
Il forte è ricavato all'interno di un promontorio roccioso a sud-est del paese di Pozzacchio, nel territorio comunale di Trambileno. Vi si accede dalla strada militare che parte dal paese di Pozzacchio di Trambileno oppure da una mulattiera, che sale dalla frazione Dosso di Valmorbia in Vallarsa. Il forte Pozzacchio, pur trovandosi su territorio amministrativo del comune di Vallarsa, è di proprietà del comune di Trambileno.

## Costruzione

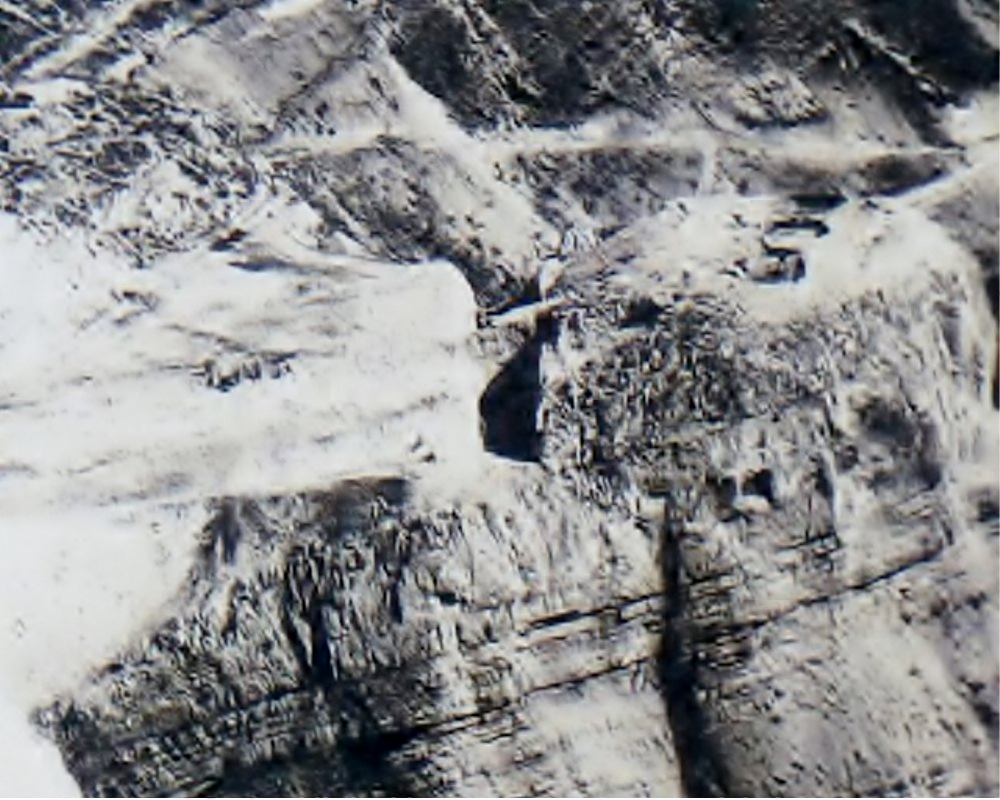
Vista del forte il 10 aprile 1914

Come altri forti dell'epoca, fu parzialmente ricavato da una formazione rocciosa e rinforzato con elementi aggiuntivi di calcestruzzo armato. Il forte è dotato di gallerie interne, depositi, alloggiamenti, camminamenti protetti e postazioni di tiro esposte sulla valle. Il forte si sviluppa su due livelli collegati da scale in calcestruzzo armato ed un terzo livello più profondo era stato previsto e abbozzato. All'interno vi era anche un complesso sistema di canali e vasche che permetteva la raccolta dell'acqua piovana.
La strada di accesso al forte costruita dagli austro-ungarici, partiva dall'abitato di Pozzacchio (Vallarsa), attraversava due gallerie scavate nella roccia, una delle quali era dotata di una postazione difensiva di retroguardia. Una ferrovia a scartamento ridotto si inerpicava per la strada, per garantire rapido afflusso di materiali. Nell'immediato dopoguerra, nell'ambito della ricostruzione degli abitati situati lungo la linea del fronte, il Regio Esercito Italiano costruì una strada carrabile di accesso al forte, ora in degrado e percorribile come mulattiera, che sale dalla frazione Dosso di Valmorbia (Vallarsa).
Come tutte le fortificazioni austro-ungariche del fronte tridentino-veneto costruite a partire dal primo decennio del '900, il forte era concepito per resistere al tiro degli obici da 305 mm a lunga gittata e tiro indiretto, le artiglierie più distruttive disponibili alla vigilia della prima guerra mondiale.
Il forte costituiva un elemento della linea difensiva meridionale dell'Impero austro-ungarico verso il Regno d'Italia: gli austriaci strinsero con gli italiani la Triplice Alleanza, ma ritenendo inaffidabili gli alleati, fortificarono i confini del Sud-Tirolo. L'opera dava continuità alla linea difensiva austro-ungarica del Trentino meridionale, che iniziava da Riva del Garda verso Rovereto, proseguiva con i forti Matassone e Pozzacchio che sbarravano l'accesso dalla Vallarsa, per poi salire sul gruppo del Pasubio verso gli altipiani di Folgaria e Lavarone.
La costruzione dell'opera fu iniziata nel 1912, anche se i primi preparativi per i lavori complementari (strada d'accesso e impianto idrico) risalgono al 1909. Al momento dello scoppio del conflitto con l'Italia erano completi solo il fossato di gola, la galleria centrale a ferro di cavallo e la struttura in calcestruzzo atta ad ospitare l'armamento principale. Erano previsti infatti due obici da 100 mm protetti da cupole girevoli in acciaio, che, al momento dello scoppio delle ostilità, erano fermi in Val d'Adige, alla stazione di Calliano e furono in seguito impiegati in altre opere militari a Trento. In sostituzione, sulla sommità del forte, furono impiegati pezzi da montagna. Un ponte ricavato dalla roccia attraversa il fossato di gola; ne era prevista la demolizione non appena le cupole in acciaio fossero state trasportate sulla sommità del forte, tramite la ferrovia a scartamento ridotto che percorreva il ponte stesso, evento in seguito mai verificatosi.

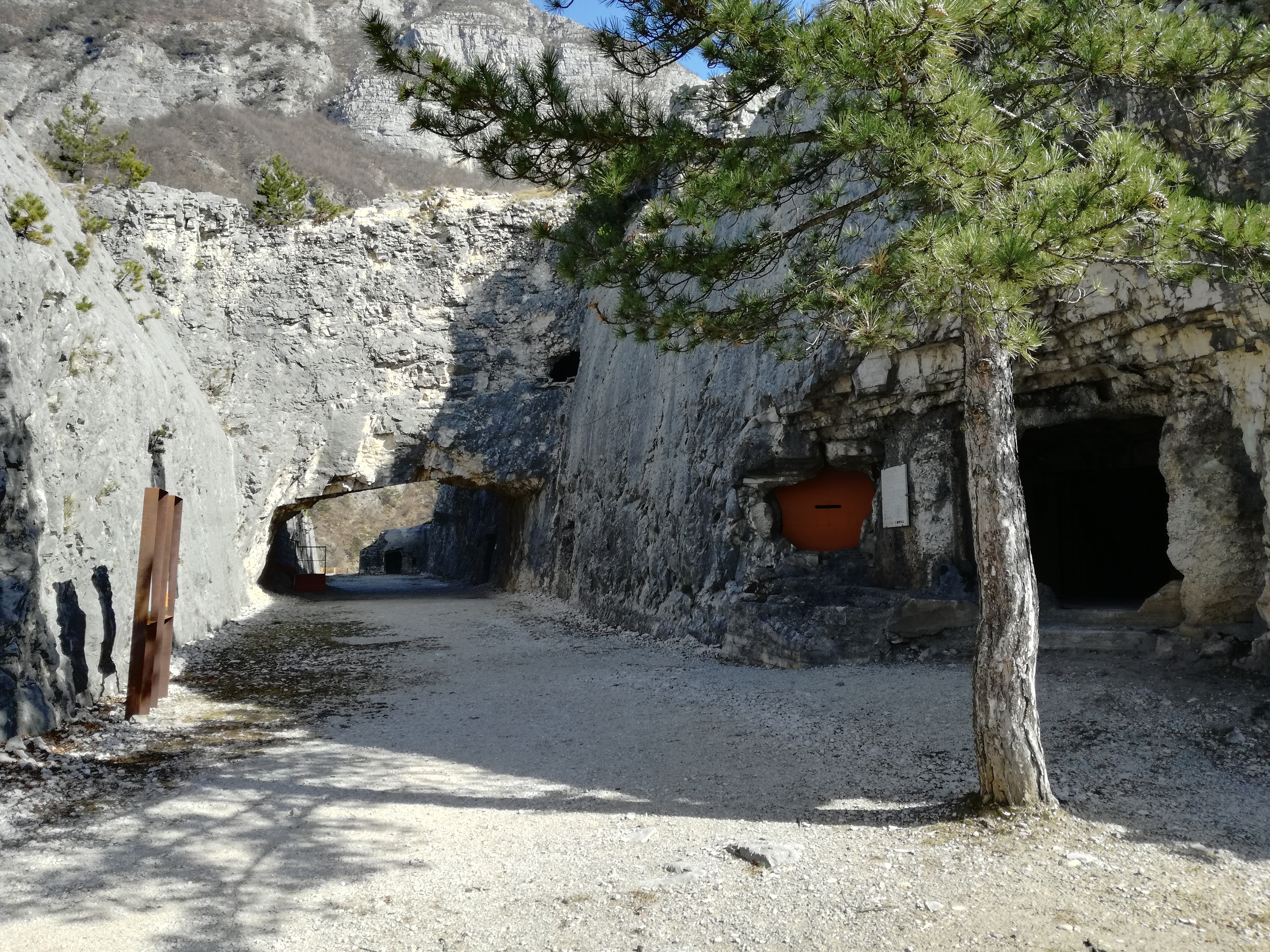
Il fossato di gola con il cosiddetto ponte dopo il restauro

## Storia
Gli austriaci abbandonarono il forte poco dopo l'inizio delle ostilità, su ordine del comando di Innsbruck, per attestarsi in maniera difensiva su posizioni più arretrate, nei pressi di Rovereto. Il forte fu preso dagli italiani il 3 giugno 1915, che non ritennero di armarlo in maniera efficace a sopportare attacchi austro-ungarici importanti, come quello che si sarebbe sviluppato a partire dal maggio del 1916. Poco più di un anno dopo, infatti, il 22 maggio del 1916, nell'ambito della più ampia Strafexpedition ("Spedizione punitiva", così denominata dalla propaganda italiana ma conosciuta dagli austro-ungarici come Battaglia degli Altipiani), il forte fu ripreso dagli austro-ungarici.
Durante la controffensiva italiana seguente alla Strafexpedition, nella notte tra il 28 e il 29 giugno 1916, fu tentata una sortita per la riconquista del forte da parte di due compagnie del 72º fanteria, al comando del capitano G. Bernasconi. Gli italiani aggirarono il forte passando dal fondo valle lungo il torrente Leno, e risalirono la ripida fiancata verso il paese di Pozzacchio. Con il favore del buio neutralizzarono le sentinelle austriache, fecero prigionieri numerosi ufficiali e soldati austriaci che stazionavano nelle baracche esterne al forte e iniziarono un cruento assedio con mitragliatrici puntate verso le feritoie e il fossato di gola, occupando alcune caverne della sezione Sud. Una parte della guarnigione del forte non coinvolta nell'azione, perché occupava il settore Nord, i 60 uomini della 4ª compagnia del 1º Reggimento Landesschützen comandata dal tenente A. Enrich, riuscì a rompere l'assedio a prezzo di fortissime perdite da entrambe le parti, tra gli assedianti e i prigionieri austriaci, ristabilendo il controllo austriaco.
Successivamente all'esaurirsi degli eventi connessi alla Strafexpedition, il forte Pozzacchio non fu più coinvolto in azioni significative. Fu abbandonato dagli austro-ungarici nel novembre del 1918 e poi dismesso dal Demanio Militare Italiano il 12 agosto 1927. Nel 1932, passato nel frattempo al Provveditorato generale dello Stato, fu estratto il materiale ferroso. In seguito quello che rimaneva fu venduto a privati.
A ricordo della presenza di Eugenio Montale durante la Grande Guerra nella zona, Montale fu sottotenente del 158º Reggimento Fanteria Brigata Liguria, fu posto nel 1982 una lapide all'inizio del fossato di gola che replica la sua poesia Valmorbia, discorrevano il tuo fondo raccolta nel libro Ossi di seppia.
Nel 2005 il Comune di Trambileno acquistò il manufatto e portò avanti un restauro già iniziato nel 1998. Tale restauro faceva parte di un più ampio progetto promosso dalla Provincia autonoma di Trento e dal Museo storico italiano della guerra di Rovereto, in vista del centenario della Grande Guerra. Il forte ha riaperto il 24 maggio 2015 e l'inaugurazione è avvenuta il 5 luglio successivo, rendendo l'opera visitabile nel corpo centrale. In particolare sono state restaurate le postazioni per mitragliatrici, artiglierie e riflettori nonché i locali che ospitavano i magazzini per i viveri, le officine e i dormitori. Sulla sommità, dove una volta erano posizionate le cupole girevoli, oggi è stata posta una panoramica passerella. Il progetto prevedeva anche la messa in sicurezza della strada d'accesso al forte. Sono stati inoltre collocati intorno alla struttura una ventina di cartelli in tre lingue con foto storiche e informazioni sulla costruzione, storia e architettura del forte.

## Armamento
- previsti 2 obici da 100 mm M9, posizionati in cupole girevoli d'acciaio-nichel Škoda, spesse 30 cm e con un diametro di 2,5 m, appoggiate sopra un'avancorazza. Questo armamento non fu mai installato;[12]
- 1 osservatorio in cupola corazzata girevole (anch'essa non completata);
- 4 obici da 10 cm in casamatta;
- 10 mitragliatrici da 8 mm;
- 1 riflettore da 25 cm, 5 riflettori da 35 cm, 2 riflettori da 90 cm, posizionati in caverne protette da spessi scudi metallici.

## Galleria d'immagini

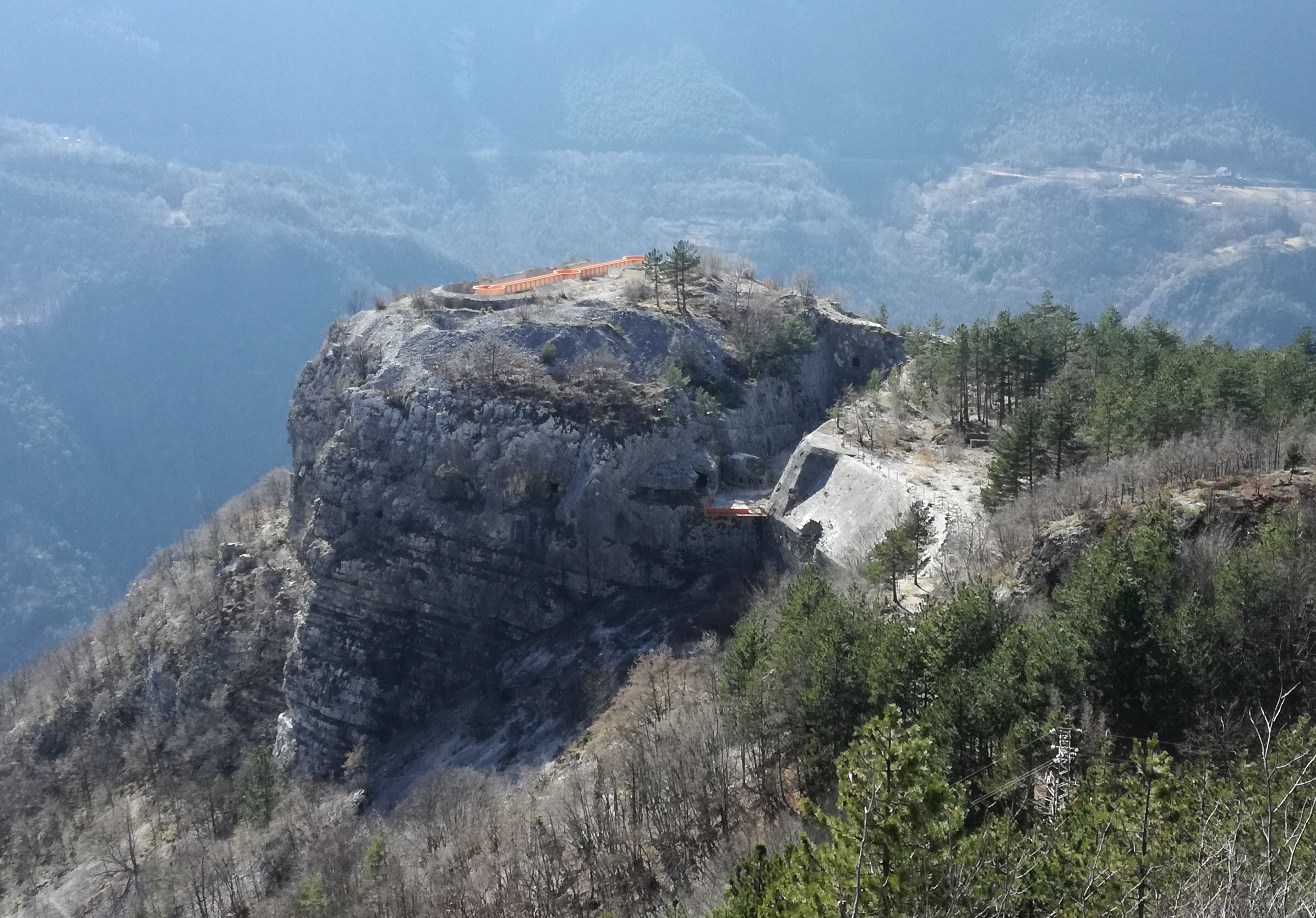
Panoramica di forte Pozzacchio
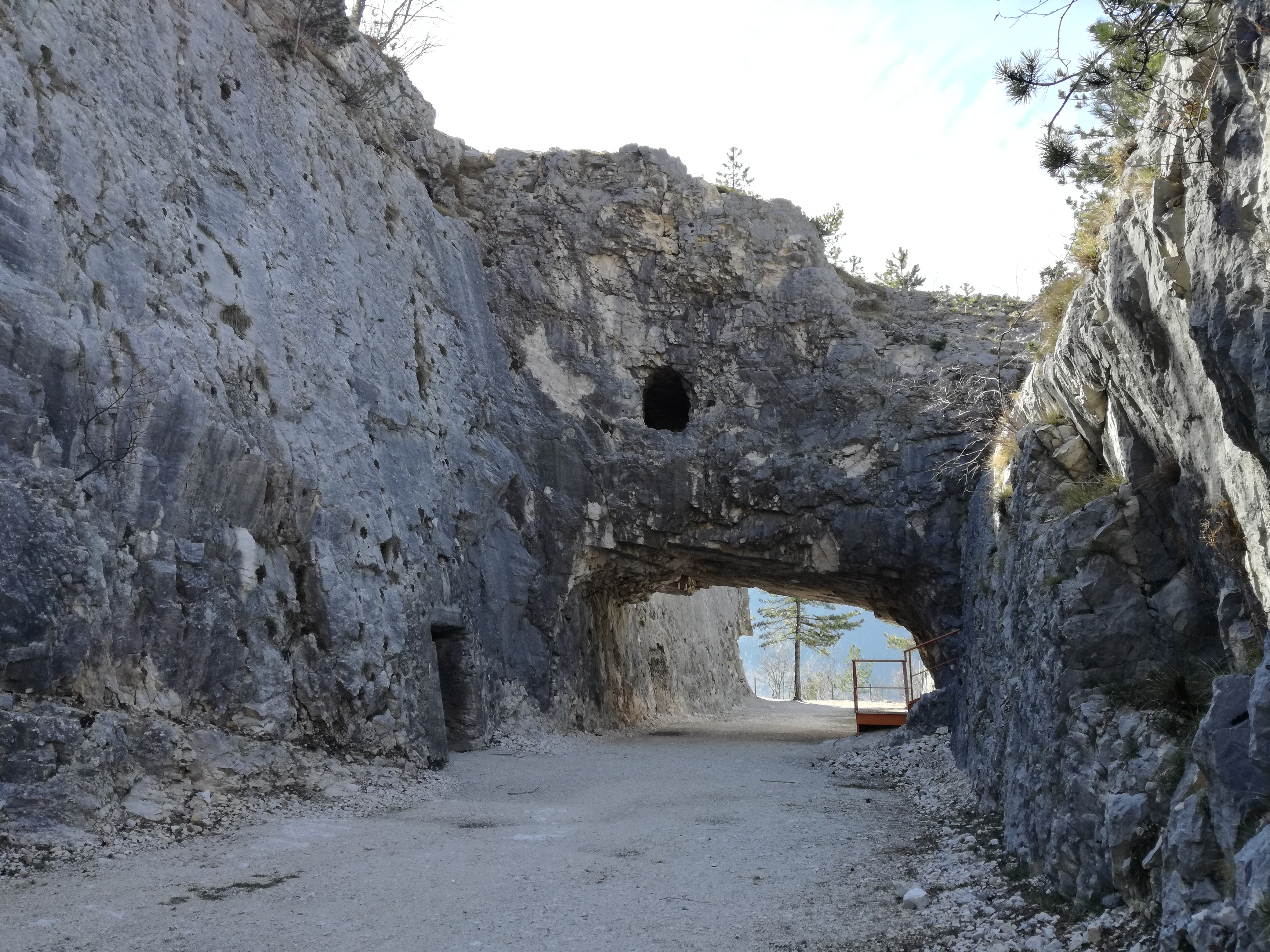
Il fossato di gola con il ponte vista valle
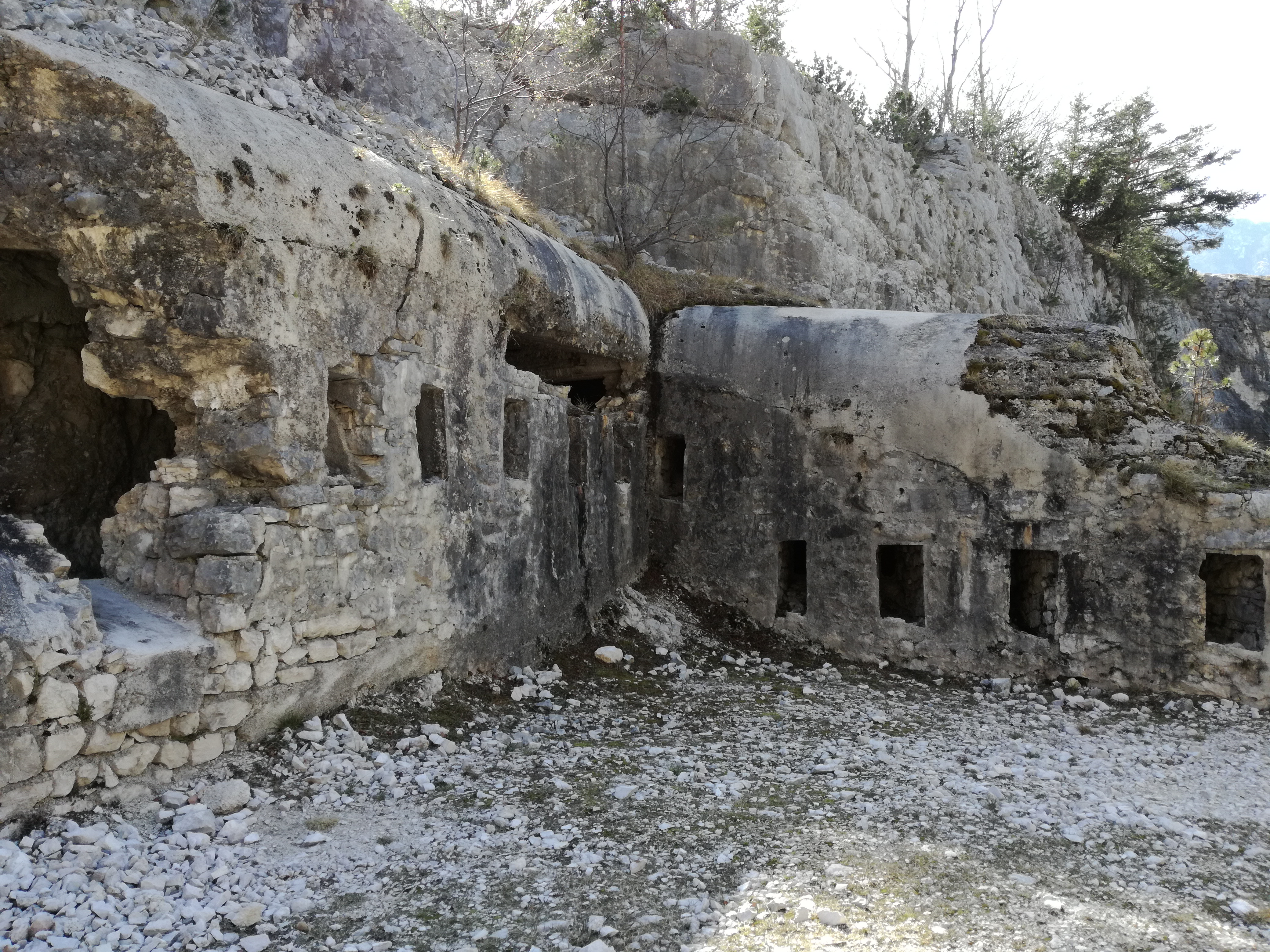
La controscarpa
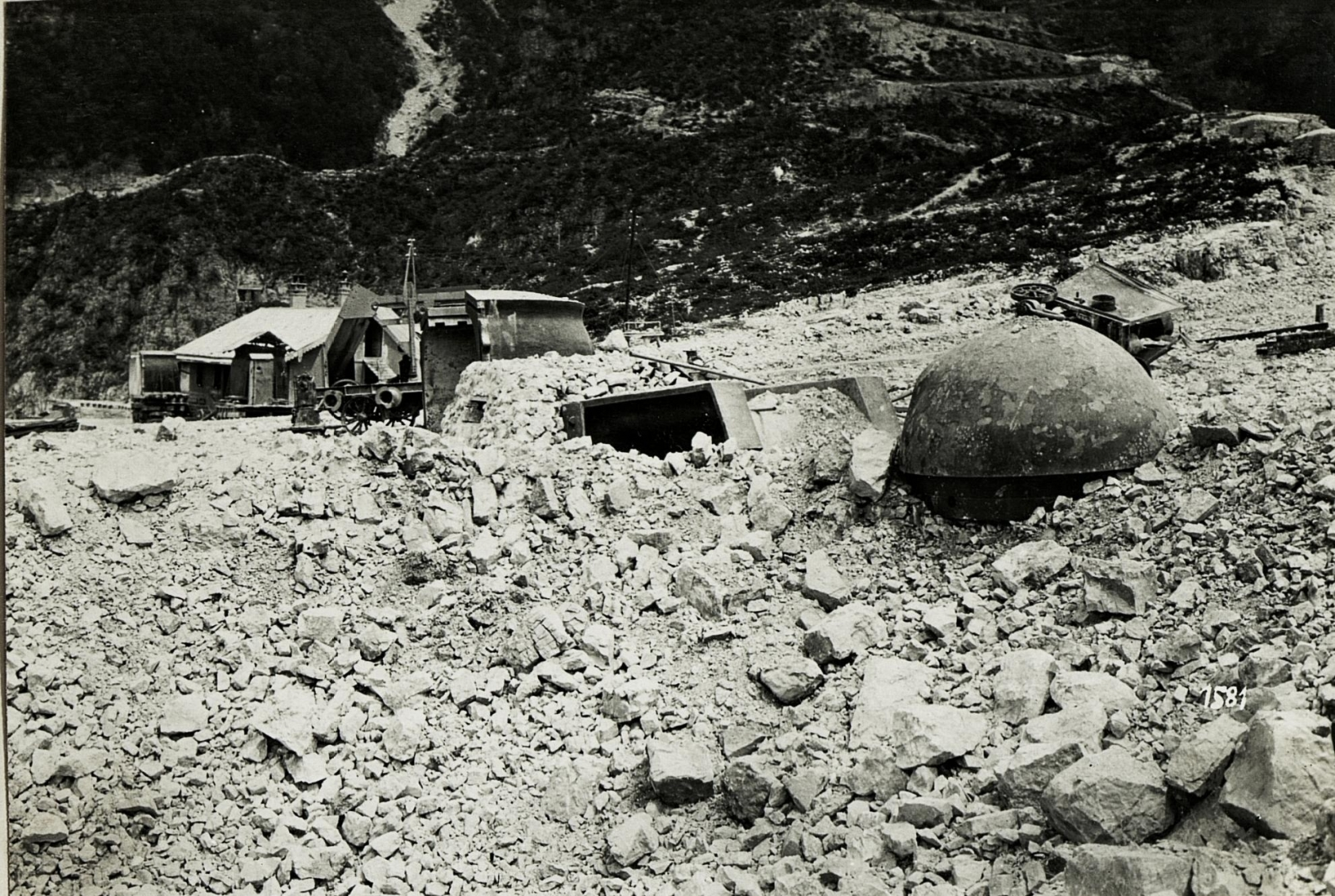
La cupola dell'osservatorio e parti dell'avancorazza nel maggio 1916
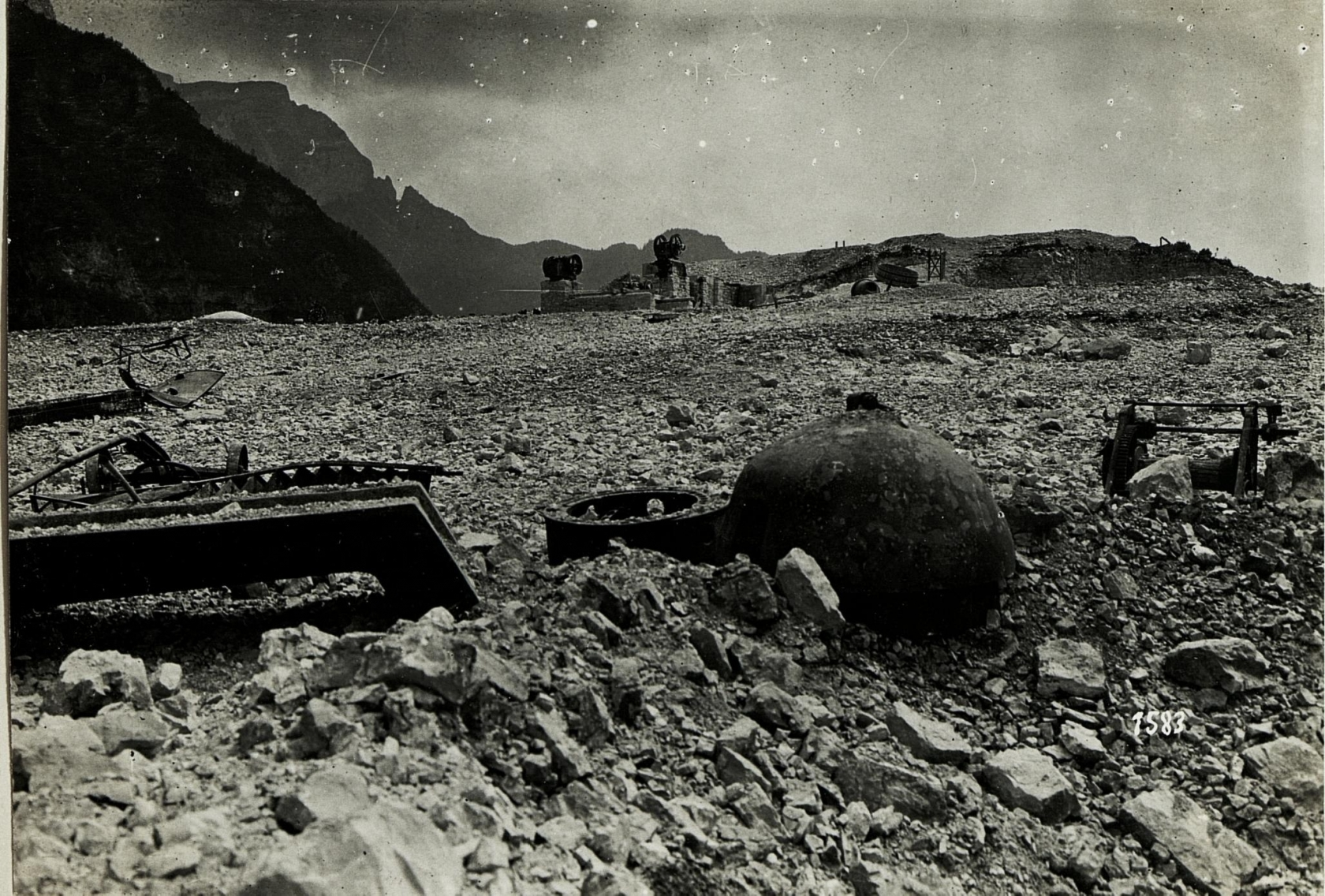
I resti del cantiere nel maggio 1916
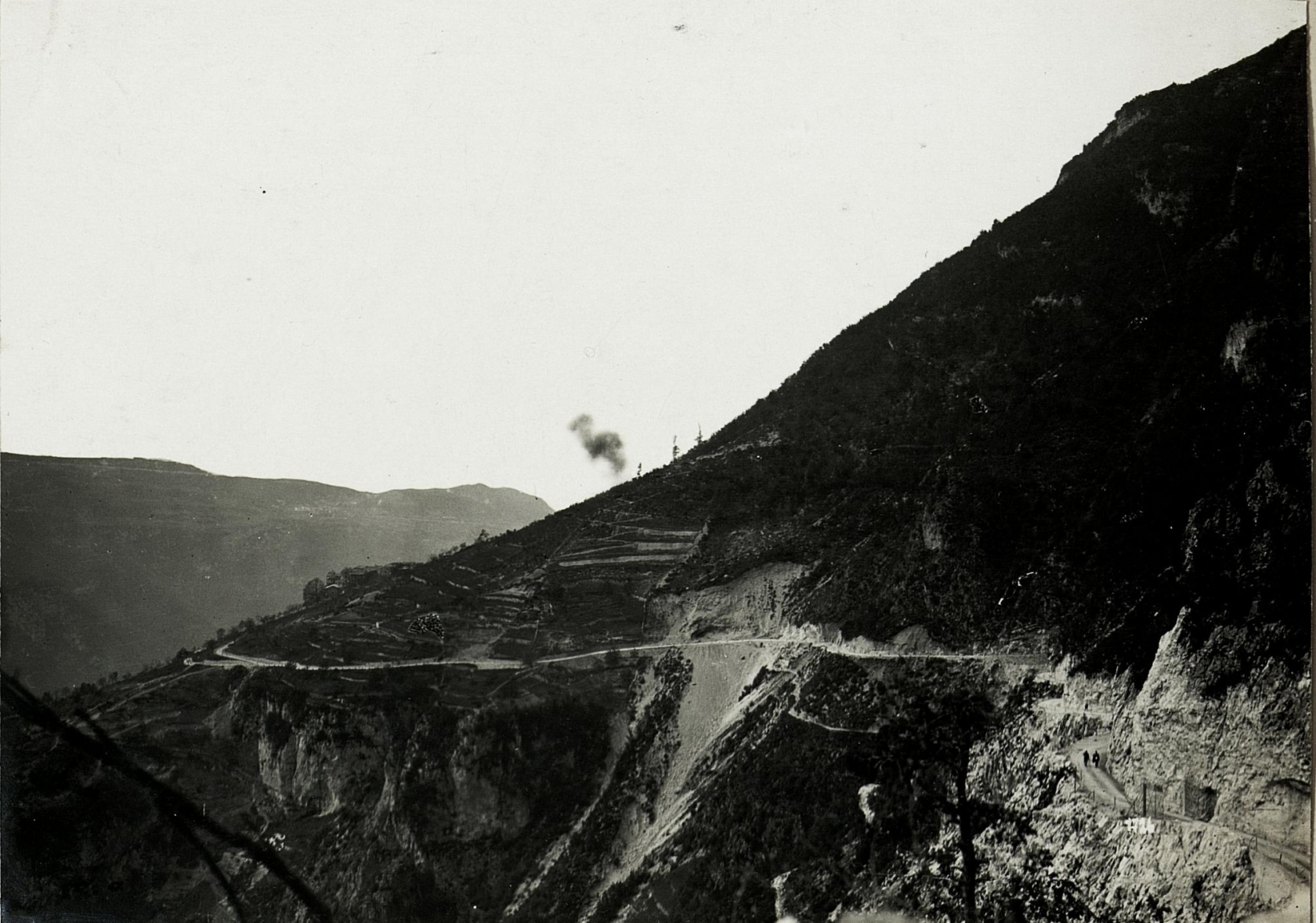
La strada del forte durante un bombardamento italiano
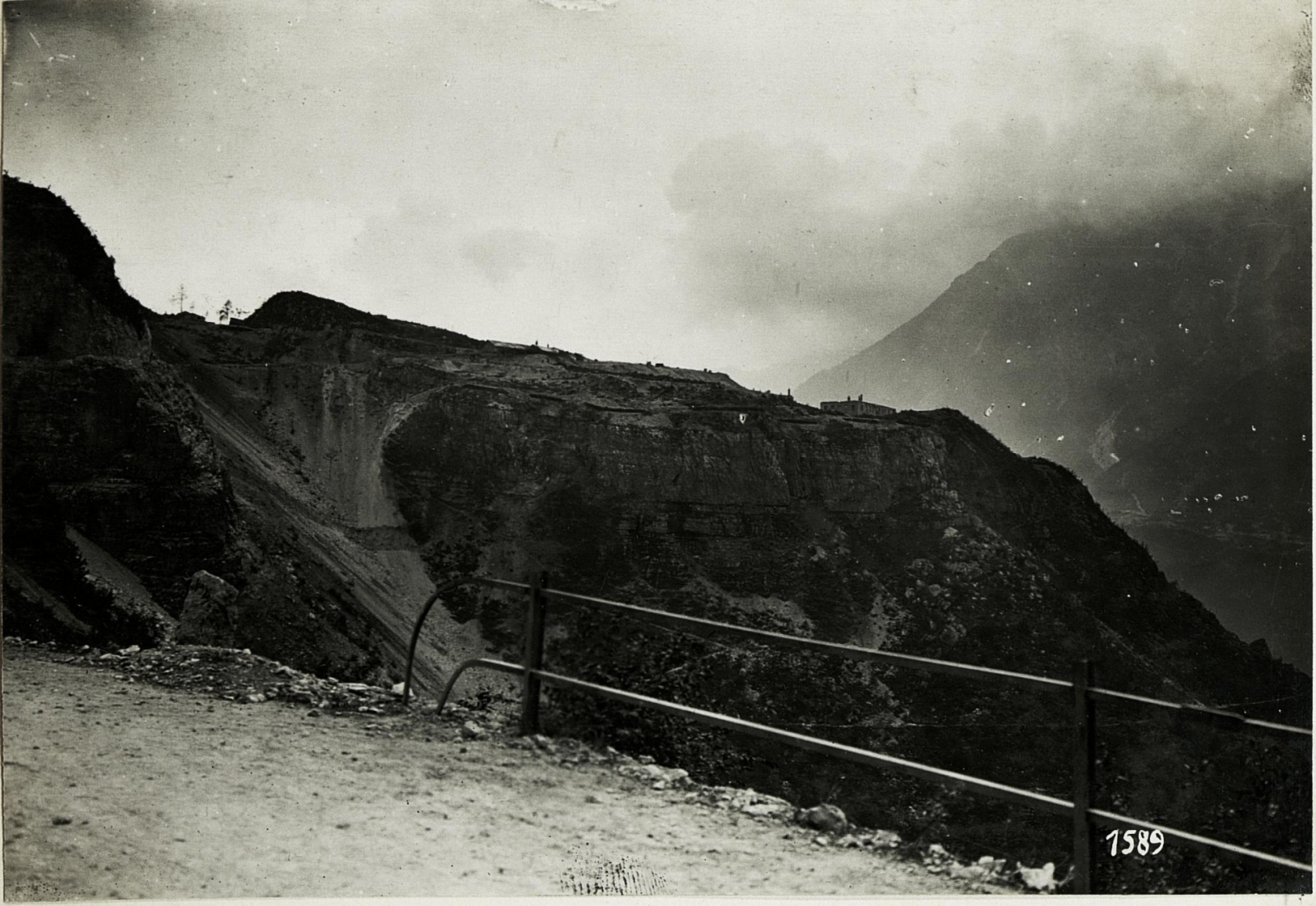
Il dosso del forte con la caserma dalla strada d'accesso